# Cyllene (Mond)
Cyllene (Jupiter XLVIII) ist einer der kleineren Monde des Planeten Jupiter.

## Entdeckung
Cyllene wurde am 8. Februar 2003 von Astronomen der Universität Hawaii entdeckt. Der Mond hat am 30. März 2005 seinen offiziellen Namen (nach der Nymphe Kyllene) von der Internationalen Astronomischen Union (IAU) erhalten.

## Bahndaten
Cyllene umkreist Jupiter in einem mittleren Abstand von 24.349.000 km in 737,8 Tagen. Die Bahn weist eine Exzentrizität von 0,319 auf. Mit einer Neigung von 149,3° ist die Bahn retrograd, d. h., der Mond bewegt sich entgegen der Rotationsrichtung des Jupiter um den Planeten. 
Aufgrund ihrer Bahneigenschaften wird Cyllene der Pasiphae-Gruppe, benannt nach dem Jupitermond Pasiphae, zugeordnet.

## Physikalische Daten
Cyllene besitzt einen Durchmesser von etwa 2 km. Ihre Dichte wird auf 2,6 g/cm³ geschätzt. Sie ist vermutlich überwiegend aus silikatischem Gestein aufgebaut.
Sie weist sehr wahrscheinlich eine sehr dunkle Oberfläche mit einer Albedo von 0,04 auf, d. h., nur 4 % des eingestrahlten Sonnenlichts werden reflektiert.